# Rezolucija Vijeća sigurnosti UN-a 842
Rezolucijom Vijeća sigurnosti UN-a 842, jednoglasno usvojenom 18. lipnja 1993., nakon ponovne potvrđivanja Rezolucije 743 (1992.) o Zaštitnim snagama Ujedinjenih naroda (UNPROFOR) i Rezolucije 795 (1992.) koja je odobrila njihovu prisutnost u Republici Makedoniji, Vijeće je pozdravilo povećanje broja mirovnih snaga u zemlji.
Rezolucija je pozdravila najavu SAD-a da će rasporediti dodatnih 300 vojnika u Makedoniji do srpnja 1993. uz 700 skandinavskih vojnika koji su već u zemlji.

## Vanjske poveznice
| Wikizvor | Engleski Wikizvor ima izvorni tekst na temu: United Nations Security Council Resolution 842 |

- Text of the Resolution at undocs.org